# Liste des œuvres d'art du Territoire de Belfort
Cet article vise à recenser les œuvres d'art dans l'espace public du Territoire de Belfort, en France.

## Liste
Les œuvres sont classées par ordre alphabétique de communes et, au sein de celles-ci, par ordre chronologique d'installation, dans la mesure des informations disponibles.

### Sculptures
| Œuvre                                | Auteur              | Commune    | Localisation                                     | Notes             | Installation | Coordonnées                      | Illustration                         |
| ------------------------------------ | ------------------- | ---------- | ------------------------------------------------ | ----------------- | ------------ | -------------------------------- | ------------------------------------ |
| Frondaison aquatique                 | Hélène Gauthier     | Belfort    | Étang des Forges                                 |                   | 1993         | 47° 39′ 14″ nord, 6° 52′ 19″ est | Image manquante                      |
| Homme qui marche                     | Michel Gérard       | Belfort    | Sur la place du marché des Vosges                |                   | 1989         | 47° 39′ 06″ nord, 6° 51′ 03″ est | Image manquante                      |
| Lion de Belfort                      | Auguste Bartholdi   | Belfort    |                                                  | Classé MH (1931). | 1879         | 47° 38′ 12″ nord, 6° 51′ 52″ est | Lion de Belfort                      |
| Monument des Trois sièges de Belfort | Auguste Bartholdi   | Belfort    | À déterminer                                     |                   | À déterminer | à géolocaliser                   | Monument des Trois sièges de Belfort |
| Quand-Même                           | Antonin Mercié      | Belfort    | Sur la place d'Armes                             |                   | À déterminer | à géolocaliser                   | Quand-Même                           |
| Sans titre                           | Guy de Rougemont    | Belfort    | Centre-ville de Belfort                          |                   | 1986         | 47° 38′ 12″ nord, 6° 51′ 20″ est | Image manquante                      |
| Sans titre                           | Olivier Debré       | Belfort    | Collège Vauban                                   |                   | 1980         | 47° 38′ 23″ nord, 6° 52′ 44″ est | Image manquante                      |
| Sans titre                           | Christophe Gonnet   | Belfort    | Restaurant universitaire et maison de l'étudiant |                   | 2004         | 47° 38′ 27″ nord, 6° 51′ 23″ est | Image manquante                      |
| Stella                               | Henri Laurens       | Belfort    | À déterminer                                     |                   | À déterminer | à géolocaliser                   | Image manquante                      |
| Ignudi                               | Agnès Descamps      | Bermont    | À déterminer                                     |                   | À déterminer | à géolocaliser                   | Image manquante                      |
| Le Galant de Chèvremont              | Bernard Jeanpierre  | Chèvremont | À déterminer                                     |                   | À déterminer | à géolocaliser                   | Image manquante                      |
| Les Cinq Fontaines                   | Gilles Touyard      | Delle      | Rue Jules-Joachim                                |                   | 1992         | 47° 30′ 27″ nord, 7° 00′ 15″ est | Image manquante                      |
| Cheval comtois                       | Christian Lallemand | Sermamagny | À déterminer                                     |                   | À déterminer | à géolocaliser                   | Image manquante                      |

### Monuments aux morts
| Œuvre                                                    | Auteur                                 | Commune                   | Localisation | Notes | Installation | Coordonnées                      | Illustration                                             |
| -------------------------------------------------------- | -------------------------------------- | ------------------------- | --- | ----- | ------------ | -------------------------------- | -------------------------------------------------------- |
| La Victoire en chantant (monument aux morts)             | Copie d'après Charles Édouard Richefeu | Lachapelle-sous-Rougemont | Intersection de la rue du Général de Gaulle (RD 83) et de la rue de la 1re Armée (RD 15), devant la mairie et l'église Saint-Vincent |       | À déterminer | 47° 42′ 42″ nord, 7° 00′ 54″ est | Image manquante                                          |
| Poilu au repos (monument aux morts)                      | Copie d'après Étienne Camus            | Lepuix                    | À déterminer |       | À déterminer | à géolocaliser                   | Image manquante                                          |
| Poilu écrasant l'aigle allemand (d) (monument aux morts) | Copie d'après Charles-Henri Pourquet   | Sermamagny                | À déterminer |       | À déterminer | à géolocaliser                   | Poilu écrasant l'aigle allemand (d) (monument aux morts) |

### Fontaines
| Œuvre | Auteur | Commune | Localisation | Notes | Installation | Coordonnées | Illustration |
| ----- | ------ | ------- | ------------ | ----- | ------------ | ----------- | ------------ |